# Ганс Кельзен
Ганс Ке́льзен (нім. Hans Kelsen, 11 жовтня 1881, Прага — 19 квітня 1973, Орінда поблизу Берклі (Каліфорнія)) — австрійський та американський юрист і філософ, один з основних теоретиків правового позитивізму, основоположник концепції конституційного суду та конституційного контролю, засновник і суддя першого такого суду — Конституційного суду Австрії.

## Біографія
Народився в 1881 у єврейській сім'ї, у дворічному віці переїхав з батьками у Відень. Перші роботи присвячені історії та проблемам державного права, зокрема, поглядам на це питання Данте Аліг'єрі. В 1918 у став професором Віденського університету і брав участь у розробці конституційних законів післявоєнної Австрії. Видавав «Журнал публічного права». Після 12 років роботи в Конституційному суді Австрії, творцем якого був він сам, Кельзен волів перебратися у Німеччину, де в 1930 році отримав кафедру в Кельнському університеті. В 1934 він опублікував книгу «Чиста теорія права» (Reine Rechtslehre; інший переклад — «Чисте вчення про право»), і з цього часу він постійно вважається одним з провідних філософів в галузі права.
Прихід до влади нацистів змусив його переїхати в середині 1930-х років в Женеву, а незабаром після цього в рідну Прагу. Після окупації Німеччиною Чехословаччини Кельзен в 1940 емігрував до США, де прожив до кінця життя.
Юридична школа у Гарварді — перше місце його роботи в Штатах — виявилася негостинна до нього; після того як він пропрацював рік на посаді запрошеного наукового співробітника (research associate), адміністрація вирішила, що його внесок у академічний розвиток Юридичної школи не надто перспективний. У віці 62 років, на нижчій точці кар'єри, він переїхав до Каліфорнійського університету в Берклі, де пропрацював у відділенні політології аж до виходу на пенсію. До кінця життя Кельзен не припиняв наукової діяльності, яка тривала майже 70 років. Смерть перервала роботу Кельзена над найбільш узагальнюючої книгою — Allgemeine Theorie der Normen (Загальна теорія норм) — 400-сторінковим трактатом, задуманим як твір ще більшого об'єму.

## Сприйняття—Критика—Реакція
Цей розділ окреслює сприйняття і критику творів і досліджень Кельзена протягом його життя. Також він розповідає про наукове сприйняття інтелектуального спадку вченого після його смерті в 1973 р. Протягом всього свого життя Кельзен посідав вельми авторитетне місце, що відображає його широкий внесок у юридичну теорію і практику.

Лічені дослідники права могли порівнятися з ним у здатності привертати і часто поляризувати юридичні погляди протягом свого життя, поширюючи сприйняття своєї ідейної спадщини і після смерті. Одним з показових прикладів є впровадження та розвиток ним терміна «основна норма» (Grundnorm).

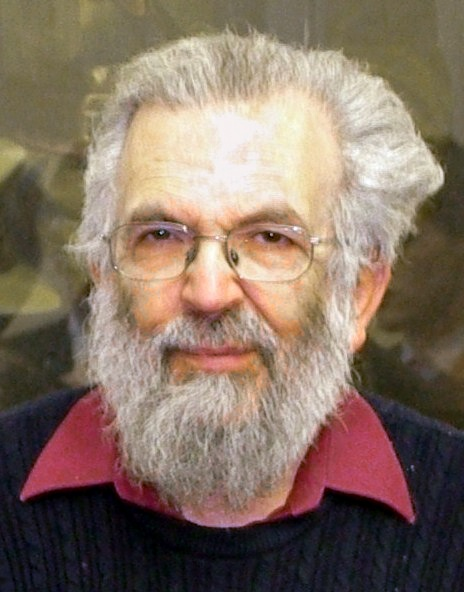
Kelsen's defense of the Nuremberg war crime trials received explicit criticism by Joseph Raz in recent years.

## Основна норма
Що стосується первинного використання Кельзеном терміну"основна норма", його попередник з'являється в працях Адольфа Меркля у Віденському університеті. Меркль розробляє структурний дослідницький підхід до розуміння права як ієрархії норм, де доказом дійсності (обов'язковості) нижчої норми є дійсність вищої норми права. Кельзен пристосував і засвоїв більшість підходів Меркля у своїй роботі «Чиста теорія права» в її оригінальній версії (1934 р.) та у виправленому варіанті (1960 р.). Для Кельзена важливість основної норми була значною мірою подвійною. Вона позначає логічний регрес ієрархічних відношень між нормами, що приводить до такої норми, яка в підсумку не буде нижчою по відношенню до якоїсь іншої норми. Її друге значення Кельзен пов'язує з поняттям повністю централізованого правопорядку на відміну від існування децентралізованих форм управління і відповідних правопорядків.
Інший варіант сприйняття терміну походить від досить тривалих спроб прочитання Кельзена як неокантівця в світлі його ранніх взаємовпливів з Германом Когеном в 1913 році, пов'язаних з публікацією його дисертації з публічного права в 1911 році. Коген був провідним неокантівцем того часу і на Кельзена вплинуло багато ідей, які Коген висловив в опублікованій ним рецензії на роботу Кельзена. Кельзен наполягав на тому, що він ніколи не використовував цей матеріал в написанні своєї книги, хоча йому подобалися ідеї Когена самі по собі. Це призвело до одних з найтриваліших дебатів в спільноті Кельзена з приводу того, чи став він неокантівцем після його зустрічі з Когеном, чи він зумів зберегти свою не-неокантівську позицію, що було, як це стверджував Кельзен, переважаючою обставиною, коли він вперше написав свою книгу в 1911 році.
Неокантівці, заглиблюючись у проблему, могли ввести Кельзена у дискусії з приводу того, чи є існування основної норми суто символічним, чи воно має конкретний фундамент. Це призвело до подальшого розколу всередині цієї дискусії, пов'язаного з тим, як слід сприймати термін «основна норма»: як, з одного боку, невід'ємну частину гіпотетичної конструкції Ганса Вайхінгера «начебто» чи в іншому аспекті. В останньому разі, ті, хто прагне практичного прочитання терміна, співвідносять термін з чимось прямо і конкретно порівнюваним з федеральною конституцією суверенної держави, відповідно до якої організовуються всі регіональні і місцеві закони, і вище якої не може бути жоден закон.
У різних контекстах Кельзен міг вказувати на свої уподобання по-різному, деякі неокантівці стверджували, що в кінці життя Кельзен в значній мірі дотримувався символічного прочитання терміна при використанні в неокантівському контексті що він і підтвердив. Неокантівське прочитання Кельзена може бути додатково розділене на три підгрупи, кожна з яких представляє своє власне прочитання значення «основної норми» і які можуть бути позначені як: (а) Марбурзькі неокантівці, (б) Баден-Баденські неокантівці і (в), його власне Кельзенське прочитання неокантівської школи, з яким часто асоціюються його роботи на цю тему, підтвердження чому знайдено у його відповіді Когену приблизно у 1911—1914 роках.

## Основні роботи німецькою мовою
- Die Staatslehre des Dante Alighieri (Wien, 1905)
- Hauptprobleme der Staatsrechtslehre (1911, 2. Aufl. 1923)
- Vom Wesen und Wert der Demokratie (1920, 2. Aufl. 1929)
- Österreichisches Staatsrecht (1923)
- Allgemeine Staatslehre (1925)
- Die philosophischen Grundlagen der Naturrechtslehre und des Rechtspositivismus (1928)
- Reine Rechtslehre (1934; 2. Aufl. 1960)
- Vergeltung und Kausalität (1941, опубл. 1946)
- Was ist Gerechtigkeit? (Wien, 1953)
- Sozialismus und Staat. Eine Untersuchung der politischen Theorie des Marxismus, Wien 1965
- Allgemeine Theorie der Normen (1979, ПОСМ.)

## Основні роботи англійською мовою
- Society and Nature (1943)
- General Theory of Law and State (1945) # v = onepage & q & f = false Електронна версія книги
- The Law of the United Nations (1950)
- Principles of International Law (1952, 2. Aufl. 1966)
- The Communist Theory of Law (1955) Електронна версія книги [Архівовано 31 березня 2012 у Wayback Machine.]
- What is Justice? (1957)

## Переклади українською мовою
- Кельзен Г. Беззмістовність поняття справедливості у Платона / Переклав з нім. Володимир Абашнік // Ідея справедливості на схилі ХХ століття. Матеріали VI Харківських міжнародних Сковородинівських читань (28-29 вересня 1999 р.). — Харків: Університет внутрішніх справ, 1999. — С. 282—286.
- Кельзен Г. Правопорядок / Переклав з нім. Володимир Абашнік // Практична філософія та правовий порядок. Збірка наукових статей. — Харків: Центр Освітніх Ініціатив, 2000. — С. 324—331.
- Кельзен Г. Чисте Правознавство. З додатком: Проблема справедливості / Переклад з німецької Олександра Мокровольського. — Київ: Юніверс, 2004. — 496 с.
- Кельзен Г. Чи є специфічна «юридична» логіка? / Класики юриспруденції та філософії права / Переклав з нім. Володимир Абашнік // Наукові записки Харківського економіко-правового університету / Збірник наукових статей. — Харків, 2008, № 1 (6), жовтень. — С. 131—136.
- Кельзен Г. Функція конституції / Переклав з нім. Володимир Абашнік // Наукові записки Харківського економіко-правового університету / Збірник наукових статей. — Харків: ХЕПУ, 2011. —  № 2 (11), жовтень. — С. 104—112.
- Кельзен Г. Про сутність і цінність демократії / Г. Кельзен; пер. з нім. Олександр Мокровольський. — Харків: ВНТЛ-Класика, 2013. — 139 с.